# 宿霧語維基百科
宿霧語維基百科為維基百科協作計劃之宿霧語版本，由非營利組織維基媒體基金會維持負責。截至2022年5月7日，该语种维基已至少擁有6,125,894篇條目和11,234,371个页面，但其中多数条目是由机器用户Lsjbot自动创建的。宿霧語維基百科已超过德语维基百科，仅次于英语维基百科，成为条目数量第2多的维基百科语言版本，同時也是第3個超越200萬條目、第二个超越500万条目的版本。宿霧語維基百科共有89,905个用户，其中有196个用户是活跃用户。
截至2015年6月，该语言版本维基百科的条目中，有95.8%为生物分类单元条目（1,160,787个），3.3%为行政区划条目（39,420个）。
截至2020年，宿务语维基百科前35位的编辑者中，除了5位人類外，其余全部是机器人賬戶，而且前10位中没有一位是人类。